# Wygnanowice
Wygnanowice – wieś w Polsce położona w województwie lubelskim, w powiecie świdnickim, w gminie Rybczewice.
W latach 1975–1998 miejscowość administracyjnie należała do ówczesnego województwa lubelskiego.
Wieś jest sołectwem w gminie Rybczewice. Według Narodowego Spisu Powszechnego z roku 2011 wieś liczyła 256 mieszkańców.

## Zabytki
Według rejestru zabytków Narodowego Instytutu Dziedzictwa na listę zabytków wpisany jest zespół dworski, nr rej.: A/766 z 11.07.1978: dwór i park. Obecnie mieści się w nim Dom Pomocy Społecznej.